# Freddy Grisales
Freddy Grisales, właśc. Freddy Indurley Grisales Álvarez (ur. 22 września 1975 w Medellín) – kolumbijski piłkarz, który występował na pozycji środkowego pomocnika. Uczestnik Copa América 1999. Złoty medalista Copa América 2001.

## Sukcesy

### Atlético Nacional
- Mistrz Kolumbii: 1998/1999

### Reprezentacja
- Mistrzostwo Ameryki Południowej: 2001